# ساکوراکو کائورو
ساکوراکو کائورو (انگلیسی: Sakurako Kaoru؛ زاده ۲۲ نوامبر ۱۹۸۲) یک بازیگر پورنوگرافی اهل ژاپن است.